# Nicolaus trispinatus
Nicolaus trispinatus är en insektsart som beskrevs av Stiller 1998. Nicolaus trispinatus ingår i släktet Nicolaus och familjen dvärgstritar. Inga underarter finns listade i Catalogue of Life.